# Guillén de Lampart
Guillén de Lampart, William Lamport, Guillén Lombardo o Lombardo de Guzmán (Wexford, Irlanda, 1611 - Ciudad de México, Nueva España, 19 de noviembre de 1659) fue  un aventurero, conspirador, soldado, revolucionario y poeta místico irlandés que viajó al virreinato de Nueva España. Quiso hacerse pasar por hijo de Felipe III de España con la idea de gobernar el territorio español y una vez en el poder, liberar a indios, negros y mestizos. Fue descubierto, enjuiciado por los tribunales de la Inquisición y sentenciado a morir quemado vivo en la hoguera, pero previo a ser ejecutado, se ahorcó.

## Biografía

### Estudios y navegaciones como corsario
Sus padres fueron Richard y Anastasia y su abuelo Patrick, todos nobles católicos empobrecidos y rebeldes contra la ocupación inglesa protestante de Irlanda. El abuelo participó en la batalla de Kinsale y transmitió a su nieto ese mismo patriotismo y sus técnicas realistas. Realizó sus primeros estudios con los agustinos y franciscanos en Wexford, más tarde fue educado por los jesuitas en Dublín, estudiando retórica y latín.
Viajó a Londres y estando allí de estudiante, fue condenado a muerte por escribir contra la invasión de Irlanda, así que tuvo que abandonar los estudios y huir por mar oyendo las historias de un marinero sobre las injusticias contra los católicos bajo el gobierno tiránico de Oliver Cromwell. Al llegar a Portsmouth, se enroló en otro barco con patente de corso y durante varios meses participó en asaltos y abordajes de piratas. Decidió abandonar esa actividad y desembarcó en La Coruña cambiando su nombre a Guillén Lombardo. Como muchos compatriotas, se enroló en los llamados Gansos Salvajes de los Tercios de Flandes y participó en las batallas de Nördlingen y de Fuenterrabía.

### Estancia en España
Radicó en Santiago de Compostela. Pidió al Marqués de Mancera, gobernador de la provincia, una beca que obtuvo finalmente para estudiar en el Colegio de San Patricio, un colegio jesuita de la localidad. Al concluirlos, fue al Colegio de San Patricio de la Universidad de Salamanca. Con otra beca marchó al colegio de San Lorenzo de El Escorial en Madrid (1634), donde tuvo acceso a su gran biblioteca, y frecuentó también los Reales Estudios de San Isidro, también regido por los jesuitas, entre los cuales le influyó especialmente el escritor místico Juan Eusebio Nieremberg. Andando el tiempo, el propio Guillén de Lampart compondrá, en sus momentos de asueto en la cárcel de la Inquisición, casi un millar de salmos en excelente latín humanístico. Después de haber militado en los regimientos irlandeses, ingresó como capitán en el ejército español. Participó en la Batalla de Nördlingen en 1634 y en el asedio de Fuenterrabía de 1638. Llegó a ser consejero y espadachín del duque de Olivares, quien lo preparó para servirle como espía en el virreinato de Nueva España.

### Nueva España
En 1640 viajó a la Nueva España en la comitiva del virrey Diego López Pacheco. Si bien envió un informe al Conde-Duque sobre las diversas corruptelas que encontró en su gobierno, Lampart ocultaba la idea de que ese territorio no debía pertenecer al rey Felipe IV, pues consideraba que "ni era suyo, ni lo había conquistado legítimamente". En 1642 Lampart urdió un plan que pretendía llevar a cabo al año siguiente en que, falsificando documentos, se haría pasar por hijo natural de Felipe III, con el propósito de usurpar el puesto del virrey para hacerse con el poder para sí mismo .
Lampart había confiado sus planes al capitán Felipe Méndez, pero este lo denunció ante la Inquisición el 26 de octubre de 1642. Los tribunales del Santo Oficio lo hallaron culpable de practicar además hechicería y hacer pacto con el Diablo. El caso llegó a estudiarse por el Consejo de Indias y llegó a oídos del rey, quien dejó obrar en el asunto a la Inquisición. Al registrar su casa le incautan diversos escritos conservados en un baúl de Michoacán. Entre ellos, la Propuesta al Rey Felipe IV para la liberación de Irlanda, la Proclama Insurreccional para la Nueva España y el Pregón de los justos juicios de Dios, que castigue a quien lo quitare.
El primero es el borrador de un documento entregado por la nobleza irlandesa a Olivares en el que los rebeldes ofrecen a la Corona de Castilla hacer de Irlanda un protectorado español autónomo.
En el segundo, propone la emancipación de indios y esclavos de Nueva España y su separación del imperio, lo que le convierte en un tempranísimo precursor de la independencia de México.

Lampart encuentra un reflejo de la situación de los irlandeses despojados por los ingleses de su nobleza autóctona y de su religión católica, condenados a la miseria, como los nativos de América por los españoles. Eso explica su atrevimiento para alzarse contra la Corona [...] Desempolva el debate español del siglo XVI sobre la legitimidad de la Conquista y concibe en solitario un nuevo régimen con la elevación de la nobleza indígena al rango de la española, la liberación de los esclavos y una igualdad de oportunidades que reaparecerá posteriormente en los ideales de la independencia [...] Plantea una insurrección, con un sistema de premios y castigos y una visión de Antiguo Régimen, en la que lo importante es la emancipación de los nobles indios, y de la cual él sería príncipe y rey.

Tras 8 años de cautiverio, huyó de la cárcel inquisitorial excavando un barrote de la prisión y clavó su Pregón de los justos juicios de Dios, que castigue al que lo quitare (denuncia de los crímenes de sus verdugos) en la catedral de México, llegándolo a introducir en la cámara del virrey y divulgando diversas otras copias, pero es apresado otra vez camino de San Lorenzo de los Negros (hoy Yanga, en el Estado de Veracruz), una población integrada por esclavos fugitivos o cimarrones legitimado por el virrey Luis de Velasco en 1630. Todavía intentó escapar una vez más, pero fue ejecutado quemado vivo en la hoguera el 19 de noviembre de 1659.

## Obras
- Propuesta al Rey Felipe IV para la liberación de Irlanda.
- Proclama Insurreccional para la Nueva España.
- Pregón de los justos juicios de Dios, que castigue a quien lo quitare.
- Cristiano desagravio y retractaciones.
- 918 Salmos en latín humanístico.

## Trascendencia
A pesar de que hay historiadores que no consideran que las acciones de Lampart sean un antecedente directo de la Independencia de México, existe una estatua del irlandés dentro del mausoleo del Monumento a la Independencia en la Ciudad de México. La estatua que representa a Lampart atado al cadalso de forma que parece custodiar los restos mortales de los insurgentes ha sido siempre motivo de controversia.
El escritor e historiador Vicente Riva Palacio publicó la obra Memorias de un impostor. Don Guillén de Lampart (1872) al estilo de las novelas pseudohistóricas de aventuras de Alejandro Dumas. En 1919, el periodista neoyorquino Johnston McCulley escribió La maldición de Capistrano, inspirándose en la novela de Riva Palacio, pero el personaje central adoptó el nombre de un hacendado mexicano que en la realidad vivió en el siglo XIX: Diego de la Vega, el cual se transformó en "el Zorro". En 1908, Luis González Obregón escribió el libro Don Guillén de Lampart: La Inquisición y la independencia en el siglo XVII.
El escritor y ensayista zacatecano Gonzalo Lizardo rescató en 2017 uno de sus manuscritos carcelarios: Cristiano desagravio y retractaciones de don Guillén Lombardo, que fue compuesto en prisión para defenderse de los cargos que el Santo Oficio le había hecho. Tres años después, Lizardo publicó la novela Memorias de un Basilisco (Martínez Roca 2020) donde expone su propia hipótesis sobre el personaje. Según Ramón Alvarado, con esta novela Lizardo "logra dar voz a Guillén Lombardo y a través del cruce de voces e historias queda la tarea al lector de emitir su juicio. Una novela que rescata al personaje, que mueve la curiosidad por la verdad histórica y que muestra con soltura el pasado, tan presente, de nuestra historia novohispana".
Posterior, en 2020 Raul Salinas terminaría la magna investigación "Guillén de Lampart. Un reclamo de justicia "  siendo un compendio de 6 tomos y más de 1,000 hojas sobre Guillén de Lampart.